# Triângulo do Abunã

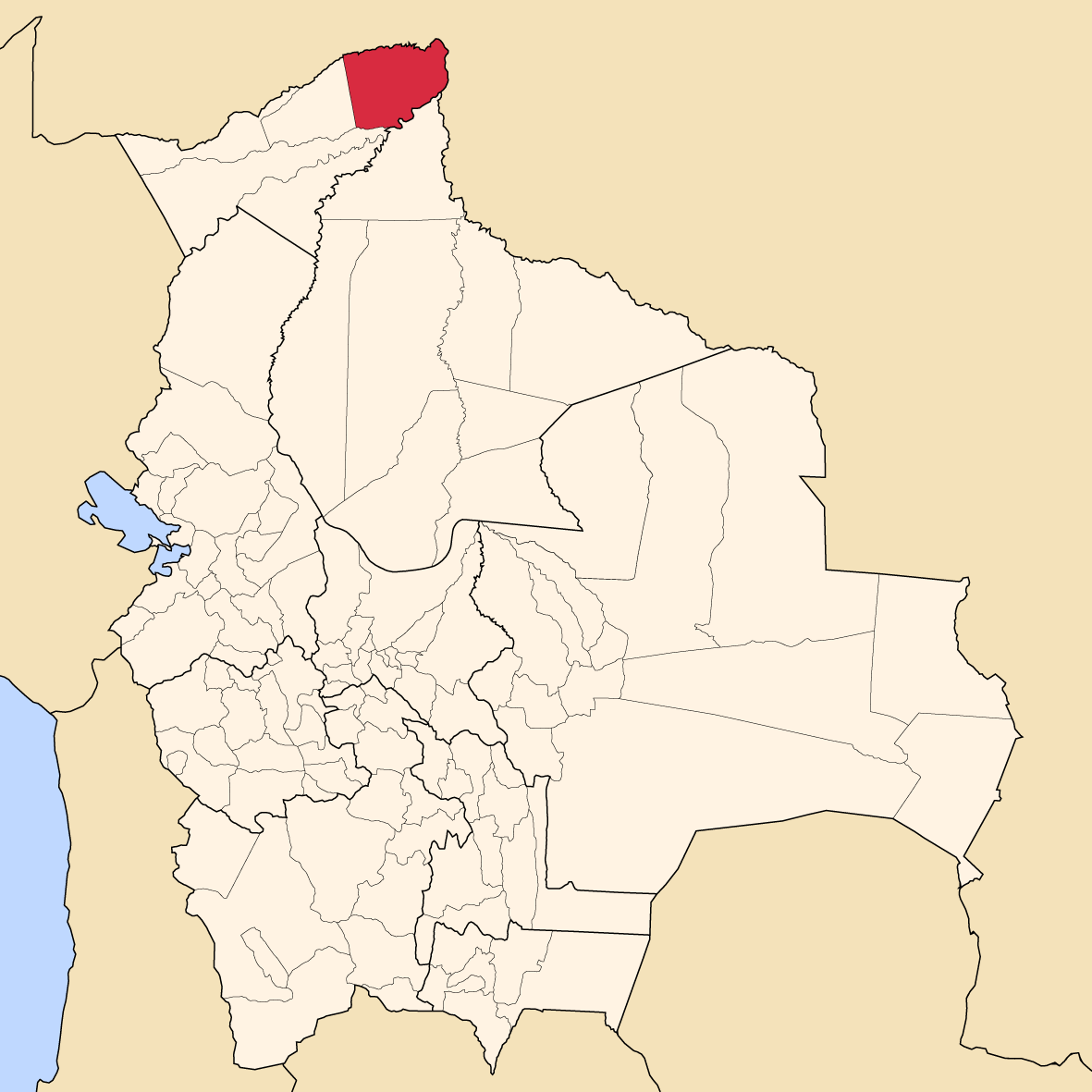
Acima, província de Federico Román, que foi criada na área do antigo Triángulo do Abunã.

O Triângulo do Abunã é uma área de 2 295 km² cedida à Bolívia pelo Tratado de Petrópolis por ocasião da compra do Acre. Essa região entre os rios Abunã e Madeira foi desmembrada do extremo sul do estado do Amazonas e cedida a esse país no referido acordo em virtude de seu valor estratégico para o território boliviano, com o qual tem fronteira seca. Atualmente, forma a maior parte da província de Federico Román, no departamento de Pando.
Várias publicações internacionais, como o livro El norte la paz en la encrucijada de la integración: juegos de actores y de escala en un margen boliviano, afirmam que a superfície da área é de fato o dobro do que declaram algumas outras publicações históricas: 
El conflicto com el Brasil terminó con la firma del Tratado de Petrópolis, que implicó la revisión total del límite brasileño–boliviano. En el extremo norte, Bolivia cedió una extensa área donde sus derechos nunca habían sido cuestionados, en un total de 73 726 millas cuadradas (191 000 km²). A cambio de las millas cedidas, Bolivia recebió un triángulo de unas 2.000 millas cuadradas (5 200 km²) entre el Madeira e el Abuná.
No jornal Correio da Manhã de 1904 há uma extensa matéria de Ruy Barbosa sobre a aquisição do Acre e a cessão do triângulo à Bolívia:
(...) a proposta de 22 de julho [de 1904], na qual, juntamente com a indenização pecuniária e a ferroria, lhes oferecíamos o Triângulo do Abunã com o Madeira e um encravamento de dois hectares à margem direita desse rio (...)
Medições seguindo o traçado da Linha Cunha Gomes revelam que a área é duas vezes maior do que os 2 295 km² que se cria, sendo de fato corresponde a aproximadamente ao território do Distrito Federal, que mede 5 780 km².